# Rhinocoris annulatus
Rhinocoris annulatus – gatunek owada z rzędu pluskwiaków.